# Покадровая анимация

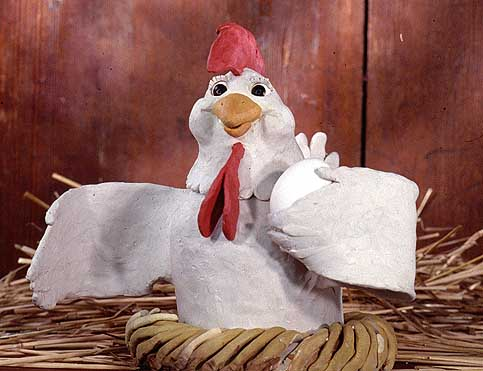
Пластилиновая модель курицы, предназначенная для использования в пластилиновой анимации

Покадровая анимация или стоп-моушн (stop motion с англ. — «остановка-движение») — техника анимационного кинопроизводства, при которой объектами съемки физически манипулируют, перемещая и (или) видоизменяя их небольшими шагами между отдельно сфотографированными кадрами, так что они будут казаться самостоятельно движущимися или изменяющимися при воспроизведении серии кадров. Таким образом, любой объект может быть анимирован, но чаще всего используются куклы с подвижными соединениями (кукольная анимация) или пластилиновыми фигурами (пластилиновая анимация). Куклы, модели или пластилиновые фигуры, построенные вокруг арматуры, используются в модельной анимации. Покадровую анимацию с живыми актёрами часто называют пиксиляцией. Покадровая анимация плоских материалов, таких как бумага, ткани или фотографии, обычно называется перекладной анимацией.

## Терминология
Термин «стоп-моушн», относящийся к технике анимации, часто пишется с дефисом. Оба орфографических варианта, с дефисом и без него, верны, но переносной имеет второе значение, которое не связано с анимацией или кино: «устройство для автоматической остановки машины или двигателя, когда что-то пошло не так».

## Вариации

### Стереоскопическая покадровая анимация
Покадровая анимация очень редко снималась в стереоскопическом 3D на протяжении всей истории кино. Первым покадрового-анимационным короткометражным фильмом был In Tune With Tomorrow (также известный как Motor Rhythm), снятый в 1939 году Джоном Норлингом. Вторым стереоскопическим стоп-моно релизом был «Приключения Сэма Спейса» в 1955 году Пола Спрунка. Третьим и последним стоп-моушн в стерео 3D было «Невероятное вторжение 20 000 гигантских роботов из космоса» в 2000 году Элмером Кааном и Александром Лентьесом. Это также первый в истории 3D-стереоскопический покадрово-анимационный и короткометражный CGI-фильм. Первым полностью покадрово-анимационным является «Коралина в Стране Кошмаров» (2009), основанная на бестселлере Нила Геймана и снятая Генри Селиком. Другим недавним примером является программное обеспечение Nintendo 3DS для видео, которое поставляется с опцией для видео Stop Motion. Оно было выпущено 8 декабря 2011 года в качестве обновления системы 3DS. Кроме того, мультфильм «Паранорман, или Как приручить зомби» также покадрово-анимационный 3D-фильм.

### Go motion
Ещё одна более сложная вариация покадровый анимации — go motion, совместно разработанная Филом Типпеттом и впервые использованная в фильмах «Звёздные войны. Эпизод V: Империя наносит ответный удар», «Победитель дракона» и «Робокоп». Go motion включало в себя компьютерное программирование для лёгкого перемещения частей модели во время каждой экспозиции каждого кадра плёнки, в сочетании с традиционными ручными манипуляциями с моделью между кадрами, чтобы создать более реалистичный эффект шевелёнки. Типпетт также широко использовал этот процесс в своем короткометражном фильме «Доисторический зверь», 10-минутной сцене, изображающей травоядного динозавра (Monoclonius), которого преследует плотоядный (тираннозавр). С новыми кадрами «Доисторический зверь» стал «Динозавром!», полнометражным документальным фильмом о динозаврах, организованным Кристофером Ривом. Эти тесты движения Фила Типпетта действовали как модели движения для его первого фотореалистичного использования компьютеров для изображения динозавров в «Парке юрского периода» в 1993 году. Низкотехнологичнаяю версия шевелёнки была первоначально предложена Владиславом Старевичем в эпоху немого кино и была использована в его художественном фильме «Рейнеке-лис».

## Сравнение с компьютерными изображениями
Причинами использования покадровой анимации вместо более продвинутых компьютерных изображений являются низкая цена входа и привлекательность её чёткого вида. Ещё одним достоинством покадровой анимации заключается в том, что она точно отображает реальные текстуры, в то время как текстурирование CGI более искусственно и не так близко к реализму. Это ценится рядом режиссёров анимации, таких как Гильермо дель Торо, Генри Селик, Тим Бёртон и Трэвис Найт.
Гильермо дель Торо стремился похвалить преимущества стоп-моушена в своем мультфильме «Пиноккио», сказав, что он хочет «выразительности и материальной природы анимации ручной работы — кустарного, красивого упражнения в резьбе, живописи, скульптуре».

## Покадровая анимация в других СМИ
Многие молодые люди начинают свои эксперименты в создании фильмов с покадровой анимации, благодаря простоте современного программного обеспечения для покадровой анимации и публикации видео в Интернете. Многие покадрово-анимационные фильмы используют пластилиновую анимацию в новой форме.
Музыкальное видео певца и автора песен Орена Лави на песню «Her Morning Elegance» было опубликовано на YouTube 19 января 2009 года. Видео, снятое Лави, Юваль и Меравом Натаном, использует покадровую анимацию и достигло большого успеха с более чем 25,4 миллионами просмотров, а также получило номинацию на премию «Грэмми» в номинации «Лучшее короткое музыкальное видео».
Покадровая анимация иногда использовалась для создания персонажей для компьютерных игр в качестве альтернативы CGI. В игре Virgin Interactive Entertainment Mythos Magic and Mayhem были представлены существа, построенные специалистом по покадровой анимации Аланом Фрисуэллом, который сделал миниатюрные фигурки из моделирующего пластилина и латексной резины над арматурой из проволоки и шаровых шарнир. Затем модели анимировалисб по одному кадру за раз и включались в CGI-элементы игры с помощью цифровой фотографии. «ClayFighter» для Super NES и The Neverhood для PC — другие примеры.
Ученые IBM использовали сканирующий туннельный микроскоп для выделения и перемещения отдельных атомов, которые использовались для создания персонажей в игре A Boy and His Atom. Это было самое масштабное покадрово-анимационное видео, сделанное в то время.
Воспроизведение ярко выраженного тактильного вида традиционной покадровой анимации приобрело популярность в современных СМИ благодаря использованию CGI. Этот подход часто может обеспечить более экономичные и доступные средства достижения эстетики покадровой анимации. Среди таких начинаний стоит работа аниматора Blender Яна Уортингтона, примером которой является его короткометражный фильм «Капитан Ядзима». Ещё одним ярким примером этой тенденции является «Лего. Фильм», который использует CGI для воспроизведения визуального стиля и несовершенства покадровой анимации.